# سومیتن (آلاباما)
سومیتن (به انگلیسی: Sumiton) یک شهر در ایالات متحده آمریکا است که در شهرستان جفرسون، آلاباما واقع شده‌است. سومیتن ۱۳٫۵۵ کیلومتر مربع مساحت و ۲٬۵۲۰ نفر جمعیت دارد و ۱۵۷ متر بالاتر از سطح دریا واقع شده‌است.